# 弗拉姆撞擊坑

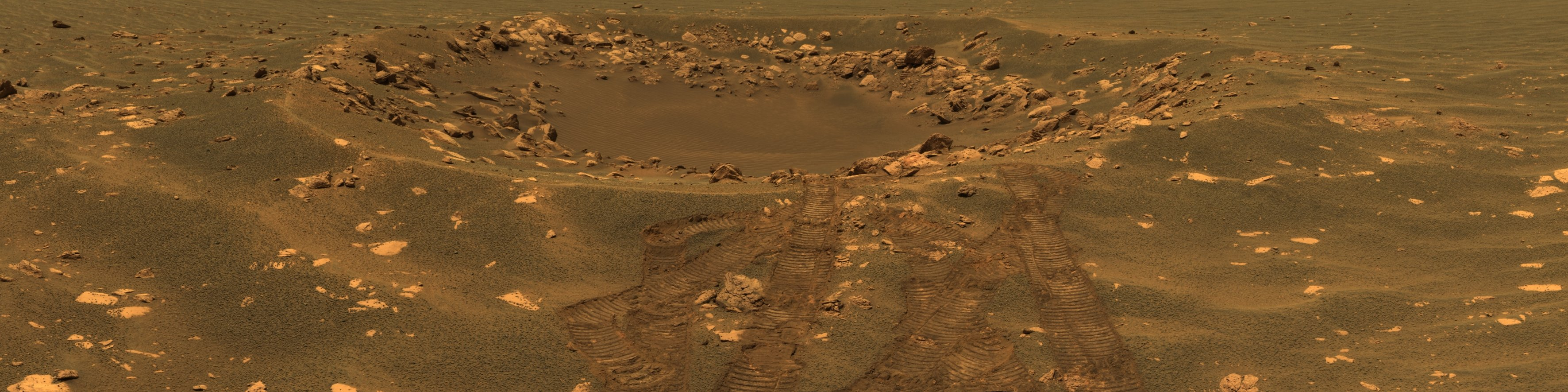
2004年4月24日拍攝的弗拉姆撞擊坑影像。

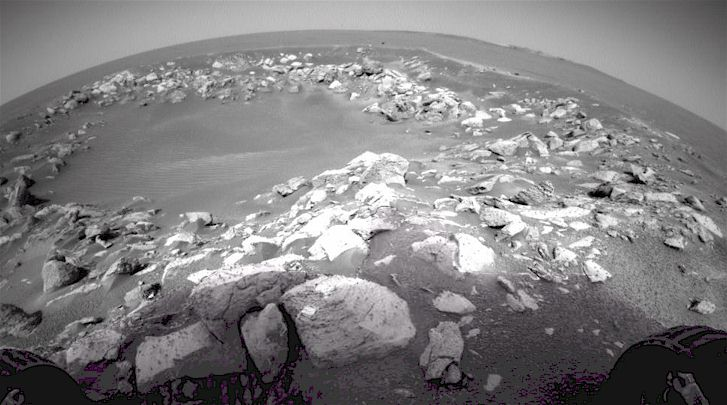
近距離影像。

弗拉姆撞擊坑（Fram）是一個直徑只有8公尺的火星撞擊坑，位於子午線高原。機會號火星車從登陸地點前往堅忍撞擊坑途中曾在該撞擊坑一側暫時停留，並於任務開始第84個火星日，即2004年4月24日對該撞擊坑進行探測。弗拉姆撞擊坑位於鷹撞擊坑東方約450公尺處、堅忍撞擊坑西方約250公尺處。
該撞擊坑以著名的挪威籍極地探測船前進號帆船命名（Fram即挪威語的前進）。

## 地圖

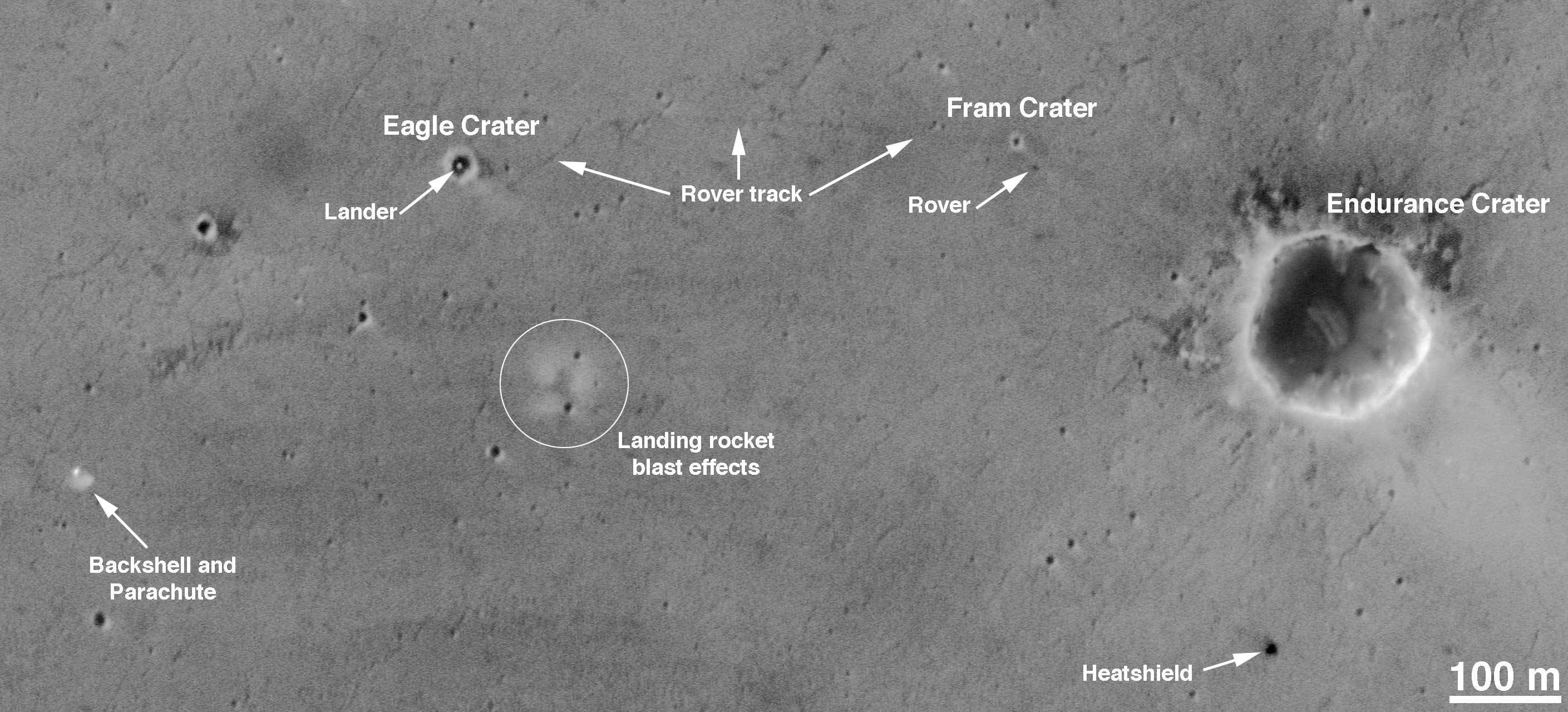
標註上地名的機會號路線圖，這時機會號在弗拉姆撞擊坑附近。其他包含火星車本體和拋棄的防熱盾都有標記。

### 其他機會號曾經探測的撞擊坑
- 鷹撞擊坑
- 堅忍撞擊坑
- 艾瑪迪安撞擊坑
- 阿爾戈撞擊坑
- 沃斯托克撞擊坑
- 厄瑞玻斯撞擊坑
- 艾瑪迪安撞擊坑
- 維多利亞撞擊坑

## 外部連結
- Official Mars Rovers website （页面存档备份，存于）